# Коваль Олександра Андріївна
Олександра Андріївна Коваль (нар. 20 жовтня 1957, Львів) — українська громадська діячка. Колишній президент ГО «Форум видавців», організаторка Національного книжкового «Форуму видавців у Львові». Від 2018 року очолює Український інститут книги.

## Життєпис
Батько: Андрій Іванович (1923—1980). Мати: Анна Михайлівна Прус (1924). Дочка Софія (1989).
У 1979 році закінчила Львівський лісотехнічний інститут. Протягом 1980—1989 років — науковий працівник Львівського лісотехнічного інституту, де займалася розробкою систем очищення повітря та енергозберігальних технологій.
У 1986—1989 — співзасновник кооперативу «Аерос», який займався проектуванням та випуском аеростатичної техніки для метеорології та реклами (м. Львів).
Впродовж 1990—1992 років — заступник головного редактора львівського видавництва «Фенікс». У 1992—1997 роках очолювала видавництво львівської обласної організації Товариства української мови імені Тараса Шевченка «Просвіта».

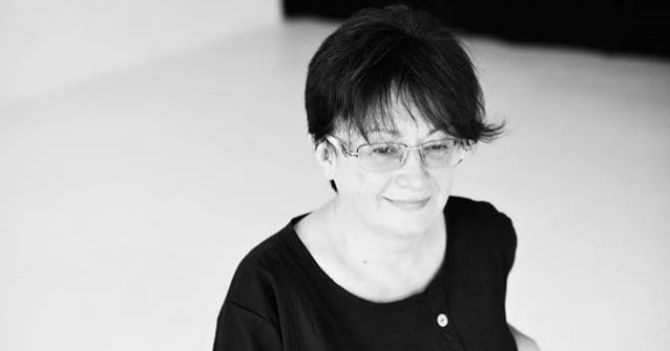
Олександра Коваль, президент ГО «Форум видавців»

Від 1995 до 2018 року була президентом громадської організації «Форум видавців», яка займається організацією та проведенням:
- Львівського національного книжкового ярмарку «Форум видавців у Львові» з 1994,
- Львівського дитячого книжкового ярмарку «Форум видавців — дітям» з 2007
- Київського книжкового ярмарку «Форум видавців у Києві» 2005—2006, 2008;
- всеукраїнського (з 1997), а згодом — міжнародного Львівського літературного фестивалю з 2006;
- всеукраїнського конкурсу дитячого читання «Книгоманія» з 2002;
- благодійної акції «Подаруй дитині книжку» — збір книжок для бібліотек дитячих будинків, інтернатів, шкільних бібліотек в сільській місцевості з 2006.

Автор численних публікацій в ЗМІ, що стосуються українського книжкового ринку, підтримки та розвитку читання.
Співзасновник Української асоціації видавців та книгорозповсюджувачів (1995).
2016 року Олександрі Коваль була присуджена премія імені Василя Стуса.
26 липня 2018 — стала переможцем у конкурсі на посаду директора Українського інституту книги.

## Громадська позиція
У червні 2018 підтримала відкритий лист діячів культури, політиків і правозахисників із закликом до світових лідерів виступити на захист ув'язненого у Росії українського режисера Олега Сенцова й інших політв'язнів.
Член Українського ПЕН.

## Нагороди
- Орден княгині Ольги ІІІ ступеня (9 листопада 2018) — за значний особистий внесок у розвиток національної культури і мистецтва, вагомі творчі здобутки та високу професійну майстерність.[5]